# Mostra de Venise 1979
La Mostra de Venise 1979, 36e édition du festival international du film de Venise (36ª edizione della Mostra internazionale d'arte cinematografica), est un festival de cinéma qui se tient du 24 août au 5 septembre 1979 à Venise, en Italie.
Pas de jury cette année-là[pourquoi ?].

## Palmarès
- Prix de la Fédération internationale de la presse cinématographique (FIPRESCI) : La Nouba des femmes du mont Chenoua (ou La Nouba) de Assia Djebar et Le Passe-montagne de Jean-François Stévenin
- Prix spécial de la FIPRESCI : Funérailles à Bongo : le vieil Anaï de Jean Rouch
- Prix Pasinetti du film : Jack le Magnifique (Saint Jack) de Peter Bogdanovich
- Prix Pasinetti de l'acteur : Evgueni Leonov pour Le Marathon d'automne (Osenniy marafon) de Gueorgui Danielia
- Prix Pasinetti de l'actrice : Nobuko Otowa pour Kôsatsu de Kaneto Shindô